# Centro Esquerda (França)
Centro Esquerda (1871-1886) era o nome de dois grupos parlamentares de orientação republicana na Assembleia Nacional Francesa e no Senado Francês no início da Terceira República Francesa. Seus principais expoentes eram Adolphe Thiers, Jules Dufaure e Charles Rivet. Em 1883, o grupo contava com apenas 26 deputados, tendo a maioria trocado o grupo pela "União Democrática".

## Formação
Criado em julho de 1871, no início da Terceira República Francesa, para apoiar Adolphe Thiers, a Centro Esquerda designava um grupo parlamentar que reunia herdeiros da tradição liberal e orleanista que haviam se unido à República. Esteve ativo entre fevereiro de 1871, quando Adolphe Thiers assumiu o poder, e dezembro de 1879, fornecendo nada menos que metade dos ministros desse período. Em 1882, a maioria dos membros juntou-se à "Esquerda Republicana" para formar a "União Democrática". Ela manteria uma influência significativa nas escolhas políticas do governo republicano até 1882, quando deixou de ser a principal força senatorial.
Durante as eleições de 1885, a Centro Esquerda, com apenas cerca de quarenta membros, dividiu-se em três, alguns em lista conservadoras, outros moderados (oportunistas) e, finalmente, em listas independentes. O grupo era altamente crítico do governo moderado da época (Gabinete Ferry II). Os resultados foram cruciais para o grupo, já que suas listas independentes obtiveram sucesso limitado, com menos de 30% dos votos, com os eleitores votando ou na direita ou nos moderados. Somente aqueles que haviam participado de uma lista moderada foram eleitos e se juntaram ao grupo "União das Esquerdas". O subgrupo foi dissolvido em dezembro de 1886.

## Características
Entre suas figuras-chave estavam Jules Dufaure, William Waddington, Léon Say e Jean Casimir-Perier. Grande parte dessas figuras políticas pertencia à classe média alta, estabelecendo assim um "contrato republicano" entre o poder político e o poder econômico que desempenhou um papel fundamental na adoção definitiva da República. O jornal Le Parlement (1879-1884), fundado por Jules Dufaure com Alexandre Ribot, tornou-se o porta-voz semi-oficial do grupo de centro-esquerda antes de ser assumido pelo Journal des Débats, também próximo a esse movimento e coeditado por Léon Say.
A partir de 1889, a Centro Esquerda senatorial foi estruturada pela "União Liberal Republicana (ULR)", que participou da criação da "Federação Republicana (FR)" em 1903. Entre os herdeiros de uma certa tradição de centro-esquerda estavam também os republicanos moderados Raymond Poincaré e Louis Barthou, e no início de sua carreira política (1885-1889), o deputado Jean Jaurès. Ele então se situava na centro-esquerda entre os republicanos moderados, que então ocupavam esse lugar no espectro político.